# Sibu (huyện)
Huyện Sibu là một huyện thuộc bang Sarawak của Malaysia. Huyện Sibu có dân số thời điểm năm 2010 ước tính khoảng 240402 người.